# WCT Tournament of Champions 1982
Il WCT Tournament of Champions 1982 è stato un torneo di tennis giocato sulla terra verde. Si è giocato al West Side Tennis Club di Forest Hills negli Stati Uniti. È stata la 6ª edizione del singolare, la 3ª del doppio. L'evento fa parte del World Championship Tennis 1982. Si è giocato dal 2 all'8 maggio 1982.

## Campioni

### Singolare maschile
Ivan Lendl ha battuto in finale  Eddie Dibbs con il punteggio di 6–1, 6–1

### Doppio maschile
Tracy Delatte /  Johan Kriek hanno battuto in finale  Dick Stockton /  Erik Van Dillen con il punteggio di 6–4, 3–6, 6–3